# 贝吕斯
贝吕斯（法語：Bélus，法語發音：[belys]）是法国朗德省的一个市镇，属于达克斯区。

## 地理
贝吕斯（43°35'30"N, 1°6'35"W）面积11.84 平方千米，位于法国新阿基坦大区朗德省，该省份为法国西南部沿海省份，是法國本土面积第二大的省，北起吉倫特省，西临大西洋，南至大西洋比利牛斯省，东临热尔省，东北与洛特-加龍省接壤。
与贝吕斯接壤的市镇（或旧市镇、城区）包括：卡尼奥特、奥尔特维耶勒、佩尔奥拉德、圣隆莱米讷。
贝吕斯的时区为UTC+01:00、UTC+02:00（夏令时）。

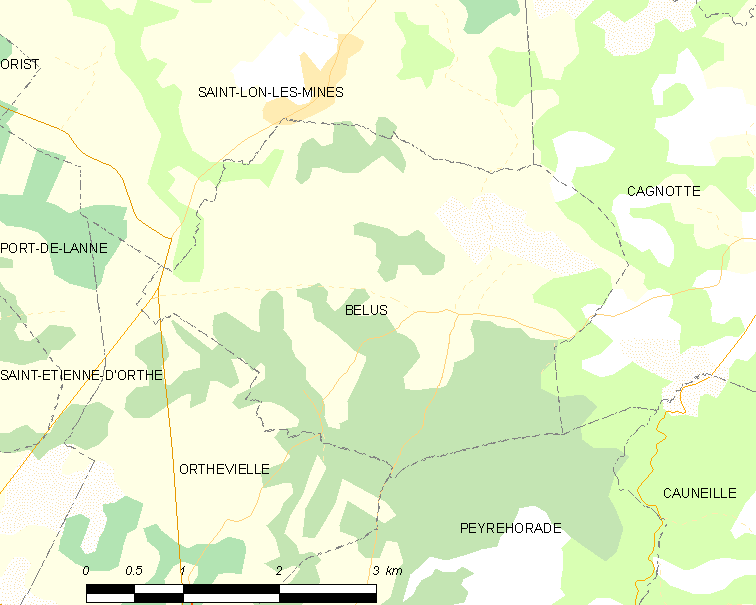
贝吕斯的OSM定位图

## 行政
贝吕斯的邮政编码为40300，INSEE市镇编码为40034。

## 政治
贝吕斯所属的省级选区为奥尔特-阿里冈县。

## 人口

1962-2008年间贝吕斯人口变化图示

贝吕斯于2022年1月1日时的人口数量为616人。